# Siak
El Siak es un río de Sumatra que desemboca en su costa oriental, desaguando en el estrecho de Malaca.
El río Siak discurre por la provincia de Riau, naciendo en las montañas Bukit Barisan y pasando por zonas industriales. En sus fuentes, el territorio que atraviesa el río es rocoso hasta llegar a Batu Gadian, situada a 278 km de la desembocadura. De aquí a Pekanbaru, que se encuentra aproximadamente a la mitad del curso, el terreno es arenoso, y desde aquí se trata de tierras pantanosas.
Frente a su desembocadura se encuentran las islas aluviales de Padang y Bengkalis. La longitud del río no supera los 350 km.
Su principal afluente es el Mandau.
El río es navegable hasta Pekanbaru para embarcaciones tradicionales llamadas praos, aunque embarcaciones menores aún podían alcanzar puntos más alejados de la costa. Tiene unos 300 km navegables, con una profundidad de 8 a 12 metros en 2011, si bien a principios del siglo XXI alcanzaba de 20 a 30 metros.
Además de para el transporte, las aguas del Siak se han utilizado para la pesca y como suministro para el uso de la industria y de la población humana. El 60% de los contaminantes presentes en el agua del río provienen de residuos domésticos e industriales. Los efectos de la contaminación sobre los ecosistemas acuáticos han llevado a una notable disminución de la actividad pesquera.
Es un río negro que debe su color oscuro a la materia orgánica disuelta procedente de los suelos de turba muy distorsionados de sus alrededores. Cinco expediciones realizadas entre 2004 y 2006 encontraron niveles de carbono orgánico disuelto que se encontraban entre los valores más altos registrados en el mundo. La descomposición de la materia orgánica disuelta se interpretó como una de las causas principales de que las aguas del Siak tuvieran niveles de oxígeno muy bajos, llegando a 12 μmol/litro.